# The Dream Show 3: Dream( )scape
The Dream Show 3: Dream( )scape es la tercera gira mundial de la agrupación surcoreana NCT Dream. La gira comenzó el 2 de mayo de 2024 en Seúl y está programada a finalizar en la misma ciudad el 1 de diciembre de 2024.

## Antecedentes y desarrollo
El 20 de febrero de 2024 se anuncia la nueva gira del grupo, con sus primeras 17 fechas en Asia. Las siguientes tres etapas, en América Latina, América del Norte y Europa respectivamente, se anunciaron el 8 de mayo de 2024.

## Fechas
| Fecha (2024)      | Ciudad           | País           | Recinto                      |
| Asia              | Asia             | Asia           | Asia                         |
| ----------------- | ---------------- | -------------- | ---------------------------- |
| 2 de mayo         | Seúl             | Corea del Sur  | Gocheok Sky Dome             |
| 3 de mayo         | Seúl             | Corea del Sur  | Gocheok Sky Dome             |
| 4 de mayo         | Seúl             | Corea del Sur  | Gocheok Sky Dome             |
| 11 de mayo        | Osaka            | Japón          | Kyocera Dome Osaka           |
| 12 de mayo        | Osaka            | Japón          | Kyocera Dome Osaka           |
| 18 de mayo        | Yakarta          | Indonesia      | Gelora Bung Karno Stadium    |
| 25 de mayo        | Tokio            | Japón          | Tokyo Dome                   |
| 26 de mayo        | Tokio            | Japón          | Tokyo Dome                   |
| 2 de junio        | Nagoya           | Japón          | Vantelin Dome Nagoya         |
| 15 de junio       | Hong Kong        | Hong Kong      | AsiaWorld-Arena              |
| 16 de junio       | Hong Kong        | Hong Kong      | AsiaWorld-Arena              |
| 22 de junio       | Bangkok          | Tailandia      | Rajamangala National Stadium |
| 23 de junio       | Bangkok          | Tailandia      | Rajamangala National Stadium |
| 29 de junio       | Singapur         | Singapur       | Singapore Indoor Stadium     |
| 30 de junio       | Singapur         | Singapur       | Singapore Indoor Stadium     |
| 10 de agosto      | Manila           | Filipinas      | SM Mall of Asia Arena        |
| 11 de agosto      | Manila           | Filipinas      | SM Mall of Asia Arena        |
| América Latina    |                  |                |                              |
| 31 de agosto      | Bogotá           | Colombia       | Movistar Arena               |
| 2 de septiembre   | Sao Paulo        | Brasil         | Espaço Unimed                |
| 5 de septiembre   | Santiago         | Chile          | Movistar Arena               |
| 9 de septiembre   | Ciudad de México | México         | Palacio de los Deportes      |
| América del Norte |                  |                |                              |
| 12 de septiembre  | Inglewood        | Estados Unidos | Intuit Dome                  |
| 14 de septiembre  | Oakland          | Estados Unidos | Oakland Arena                |
| 17 de septiembre  | Fort Worth       | Estados Unidos | Dickies Arena                |
| 19 de septiembre  | Duluth           | Estados Unidos | Gas South Arena              |
| 21 de septiembre  | Belmont Park     | Estados Unidos | UBS Arena                    |
| 24 de septiembre  | Washington D.C   | Estados Unidos | Capital One Arena            |
| 26 de septiembre  | Chicago          | Estados Unidos | United Center                |
| Europa            |                  |                |                              |
| 30 de octubre     | Rotterdam        | Países Bajos   | Rotterdam Ahoy               |
| 3 de noviembre    | Copenhague       | Dinamarca      | Royal Arena                  |
| 6 de noviembre    | Berlín           | Alemania       | Uber Arena                   |
| 9 de noviembre    | París            | Francia        | Adidas Arena                 |
| 12 de noviembre   | Londres          | Reino Unido    | OVO Arena Wembley            |
| Encore            |                  |                |                              |
| 29 de noviembre   | Seúl             | Corea del Sur  | Gocheok Sky Dome             |
| 30 de noviembre   | Seúl             | Corea del Sur  | Gocheok Sky Dome             |
| 1 de diciembre    | Seúl             | Corea del Sur  | Gocheok Sky Dome             |